# Шахановское сельское поселение
Шаха́новское сельское поселение или муниципальное образование «Шаха́новское» — упразднённое муниципальное образование со статусом сельского поселения в Шенкурском муниципальном районе Архангельской области России. Существовало с 2006 года по 2012 год. 
Соответствует административно-территориальной единице в Шенкурском районе — Шахановскому сельсовету.
Административный центр — деревня Носовская. Крупнейший посёлок в поселении — Стрелка.

## География
Шахановское сельское поселение находилось на самом востоке Шенкурского района. Главные реки в поселении — Кодима и Юмиж. Граничило с Верхнетоемским районом, Устьянским районом и Федорогорским сельским поселением. К северо-западу от поселения находится Селенгинский заказник.

## История
Муниципальное образование было образовано в 2006 году. 
Законом Архангельской области от 2 июля 2012 года № 523-32-ОЗ, были преобразованы путём объединения муниципальные образования «Федорогорское» и «Шахановское» — в Федорогорское сельское поселение, с административным центром в деревне Никифоровская.

## Население
| 2010 | 2012 |
| ---- | ---- |
| 112  | ↘105 |

## Состав поселения
В состав сельского поселения входили:
- Жернаковская
- Заберезовская
- Монастырская
- Нагорная
- Носовская
- Стрелка
- Шахановка

### Карты
- Лист карты P-38-75,76 Россохи. Масштаб: 1 : 100 000. Указать дату выпуска/состояния местности.